# Psałterz utrechcki

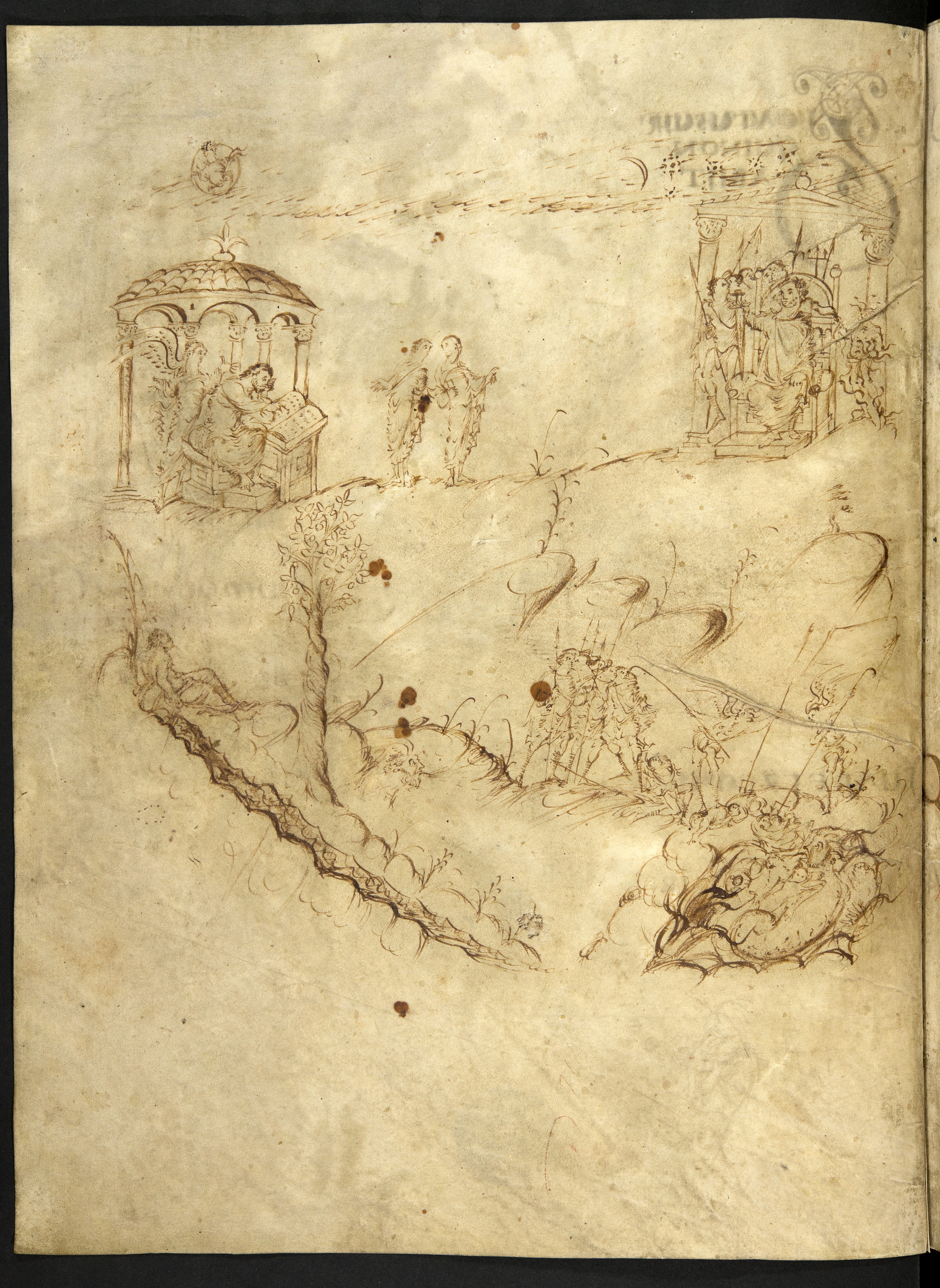
Karta z Psałterza utrechckiego

Psałterz utrechcki – iluminowany manuskrypt powstały na początku IX wieku, zawierający łaciński psałterz. Jego nazwa pochodzi od miejsca przechowywania w bibliotece Uniwersytetu Utrechckiego (sygnatura MS. 32).
Księga powstała między 816 a 834 rokiem w kręgu założonej przez św. Ebona tzw. szkoły z Reims, działającej przy opactwie benedyktynów w Hautvillers. Manuskrypt uchodzi za jeden z najpiękniejszych wytworów sztuki karolińskiej. W pisany kapitałą i ułożony w trzech kolumnach tekst wpleciona jest olbrzymia liczba wykonanych tuszem ilustracji, charakteryzujących się delikatną kreską. Niecodzienne iluminacje dały asumpt do wysunięcia różnych teorii na temat genezy manuskryptu. Podejrzewa się, iż miniatury mogły być wzorowane na ilustracjach jakiegoś manuskryptu późnoantycznego, a nawet iż jest to po prostu wierna kopia wcześniejszego psałterza z IV/V wieku. Inni odrzucają taką interpretację, wskazując na oryginalność szkoły z Reims i analogię z równie awangardowymi miniaturami Ewangeliarza Ebona.
Wczesne dzieje manuskryptu są trudne do odtworzenia, widoczny jest jednak jego wpływ na iluminatorstwo książkowe czasów Karola Łysego. W nieznanych okolicznościach księga znalazła około 1000 roku w Anglii, gdzie stanowiła własność katedry w Canterbury. Po związanej z reformą anglikańską sekularyzacją dóbr kościelnych manuskrypt trafił do prywatnych zbiorów sir Roberta Cottona (1571–1631), od którego nabył ją Thomas Howard, earl Arundel (1585–1646). Howard zabrał księgę do Niderlandów. Tam trafiła w ręce Willema de Riddera, który w 1716 roku podarował ją uniwersytetowi w Utrechcie.
W roku 2015 psałterz został wpisany na listę UNESCO Pamięć Świata.